# Mete Gazoz
Mete Gazoz (født 8. juni 1999 i Istanbul) er en mandlig tyrkisk bueskytte. 
Han repræsenterede Tyrkiet ved OL i Rio 2016 og OL i Tokyo 2020.